# Mevània
Mevània (en llatí Mevania, en grec antic Μηουανία) va ser una ciutat d'Úmbria situada a la via Flamínia entre Carsulae i Fulginum, a la vora del riu Tinia, en una vall fèrtil que s'estenia des de Spoletium fins al riu Tíber. Tenia molt bones pastures, i allà s'hi criaven els famosos bous balncs, considerats els únic prou purs com per ser sacrificats quan es celebrava un triomf o alguna altra celebració de gran solemnitat. És la moderna Bevagna.
Era una ciutat de certa importància abans de la conquesta romana. Estrabó l'esmenta com una de les principals ciutat de l'Úmbria i Plini el Vell diu que era de les poques ciutats d'Itàlia que tenia muralles fetes de rajoles. Queden algunes restes de l'amfiteatre, i algun mosaic de les antigues termes. A l'època cristiana va ser la seu d'un bisbat.
L'any 308 aC, durant la Segona Guerra Samnita els umbris hi van establir el seu quarter general durant la campanya en què van patir una gran derrota a mans de Quint Fabi Màxim Rul·lià. Llavors va passar a dependre del regne de Roma i va continuar mantenint una certa importància amb rang municipal. Estrabó diu que en la seva època era de les ciutats importants situades a l'interior d'Úmbria, encara que només tenia rang municipal, però sembla que va ser un lloc important durant tot l'Imperi.
Durant l'any dels quatre emperadors, Vitel·li, quan s'enfrontava a Vespasià la va ocupar amb la idea de defensar els passos dels Apenins, però aviat va abandonar el lloc perquè estava situat a la plana i era poc defensable, i es va retirar a Roma.
En aquesta ciutat o a Hispèl·lum va néixer el poeta Propertius. A la ciutat es produïa el vi anomenat Irtiola, probablement el mateix avui anomenat "Pizzotello".